# Estoque (medieval)
Un estoque medieval es una espada de hoja angosta (que se va estrechando desde la empuñadura hasta la punta) y acabada siempre en una afilada punta de tres o más mesas (lados de la hoja), que se usa más de punta que de corte. Derivó de las espadas de armas medievales para hacer frente primero a la cota de mallas, y posterior y principalmente al arnés (armadura completa de placas metálicas, también conocida como armadura blanca).

## Orígenes
El estoque es un arma que aparece en muchas obras artísticas medievales, sobre todo en el arte medieval francés. De hecho, casi con total seguridad, si no su invención al menos su popularización llegó de Francia. Esto se puede ver claramente en los textos y pinturas coetáneos de la Guerra de los Cien Años.
Como en muchas ocasiones, la invención de un arma se puede atribuir a un pueblo, nación o persona dependiendo de los trabajos de los historiadores y especialistas, pero en el caso del estoque, o estoc en francés, resulta curioso resaltar este texto de Góngora:

Cuyas armas siempre fueron,

aunque abolladas, triunfantes

de los franceses estoques

y de los turcos alfanjes

Respecto a la época en la que se desarrolló el estoque medieval, podríamos situar sus inicios en el siglo XIII y su popularización en los dos siglos posteriores, para acabar evolucionando en el estoque que más se conoce actualmente, la espada ropera (uno de los más famosos desarrollos ibéricos en armas blancas, junto con la falcata o el gladius hispaniensis). Su desarrollo se produce como una evolución militar para hacer frente a las nuevas armas defensivas (armaduras). El hecho de que, por ejemplo, el arnés de Sancho IV de Castilla date de 1285, sugiere que ya en el siglo XIII comienzan a encontrarse este tipo de armaduras y, por lo tanto, es lógico suponer que aparecen las espadas de estoque para contrarrestarlas. Pero es a partir del siglo XIV cuando se populariza su uso, como indican las colecciones y fondos arqueológicos o las representaciones artísticas de la Guerra de los Cien Años, en las que no suelen aparecer las típicas espadas de corte medievales y sí estoques y bracamantes (llamados falchion en inglés). En el siglo XIV, por lo tanto, ya estaba generalizado el estoque como parte de la panoplia de un hombre de armas.

## El estoque medieval en la historia
El estoque fue un arma especializada para el combate contra arnés, del mismo modo que lo fueron las mazas y hachas de armas, los manguales, los martillos-picos y otras armas enastadas, principalmente del bajo medievo. La introducción de la pólvora en el armamento medieval significó el fin de las armaduras de placas, sin embargo el estoque medieval consiguió sobrevivir y evolucionar.
La paulatina introducción de armas de pólvora individuales, como los arcabuces y mosquetes, cambió radicalmente la necesidad de estar cubierto por una panoplia defensiva de 25 kg que no siempre protegía de un disparo certero o a bocajarro. Por lo tanto, poco a poco, la única protección metálica de un soldado fue la coraza, los brazales y el yelmo, y esto sobre todo en unidades montadas. Mientras tanto, los estoques acabaron evolucionando a lo largo del siglo XVI en una espada más ligera y de hoja más estrecha, de uso civil, a la que se denominó estoque o espada ropera (pues se llevaba como parte de la vestimenta), a la vez que seguían existiendo versiones para la guerra más parecidas al estoque medieval. Sin embargo estas últimas fueron relegadas a armas secundarias, puesto que las armas especializadas resultaban más efectivas en la batalla. Así pues, las espadas que perduraron a partir de los siglos XVI y XVII fueron o las más aptas para el combate civil (duelos y trifulcas) o aquellas que aún podían jugar militarmante algún papel, por ejemplo los montantes que eran usados en profusión por mercenarios como los lansquenetes, principalmente para romper formaciones de piqueros.

## Morfología
Los estoques del medievo solían ser espadas afiladísimas en la punta y con poco poder de corte, y sus hojas, más largas que las de sus homónimas altomedievales, eran de sección romboidal o hexagonal. Su longitud total superaba el metro como norma general, lo que es corroborado por el uso habitual de ambas manos a la hora de estocar (herir de punta), una en la empuñadura y otra en el segundo tercio de la hoja. También había estoques de mano y media que, al igual que otras variantes de esta tipología de espada, se desarrollaron cuando la mejora de las protecciones permitió prescindir del escudo. Otra característica que se les reconoce es su dureza y rigidez. Aun siendo armas de punta estrecha, la técnica en su forja las dotaba de una resistencia al uso más que reconocida.
En el proceso de evolución que sufre el estoque medieval hacia la espada ropera, de uso civil, se aprecia un progresivo estrechamiento y alargamiento de la hoja, así como cambios notorios en las guardias: a la sencilla guardia medieval con los gavilanes en cruz, se van sumando otras protecciones como lazos y anillos que acabarán dando lugar a las elaboradas guarniciones de lazo, de conchas y finalmente de cazoleta que distinguen a este tipo de espadas.
El peso de un estoque medieval raras veces se acercaría al kilogramo en sus versiones a una mano. A mano y media puede que superaran, en contadas ocasiones, los dos kilos, si bien hay que tener en cuenta que las características funcionales de esta espada permiten un manejo mucho más veloz y certero de lo que se suele pensar.